# Jakub Štáfek
Jakub Štáfek (* 22. května 1990 Praha) je český herec, scenárista a režisér. Mezi jeho nejznámější role patří fotbalista Julius „Lavi“ Lavický ve Vyšehrad Fylm a Matěj Jordán v seriálu Ulice vysílaném na TV Nova. Je také členem týmu Real TOP Praha, v jehož dresu se zúčastňuje charitativních zápasů a akcí.

## Život
Vystudoval Odbornou střední soukromou školu umění a managementu v Praze-Vokovicích, kde odmaturoval v roce 2008. Jeho koníčky jsou především sport – fotbal (který hrál 7 let závodně), lyžování, stolní tenis a počítačové hry. Od roku 2020 je jeho partnerkou Dominika Doležalová, se kterou má dceru Olivii a s níž se v červenci 2022 oženil. Roku 2023 se jim narodila druhá dcera Jasmína. 

## Kariéra
V dětství spolupracoval s divadlem Radar. Poté přišla jeho první velká role v seriálu Ulice. Ztvárnil i hlavní postavu Julia Lavického v seriálu Vyšehrad, který sám režíruje a do vedlejších rolí obsazuje své kolegy z Ulice.

### Filmografie
| Filmy | Filmy                               |
| ----- | ----------------------------------- |
| 2011  | Neviditelný muž Růže                |
| 2012  | Probudím se včera                   |
| 2014  | Vejška                              |
| 2015  | Padesátka                           |
| 2017  | Bajkeři                             |
| 2020  | Případ mrtvého nebožtíka            |
| 2021  | Shoky & Morthy: Poslední velká akce |
| 2022  | Vyšehrad: Fylm                      |
| 2023  | Zatmění                             |
| 2023  | To ty nosíš smůlu, lásko            |
| 2024  | Válka policajtů                     |
| 2025  | Vyšehrad Dvje                       |

| Seriály | Seriály             |
| ------- | ------------------- |
| 2005    | Ulice               |
| 2014    | Případy 1. oddělení |
| 2014    | Kriminálka Anděl    |
| 2017    | Specialisté         |
| 2017    | Vyšehrad            |
| 2022    | Devadesátky         |
| 2022    | Hořký svět          |
| 2023    | Extraktoři          |
| 2024    | Policie Hvar        |

### MMA kariéra
Svůj první a dosud jediný profesionální MMA zápas měl v roce 2019. Ve vyprodané pražské O2 areně si odbyl svůj MMA debut.
| Výsledek | Bilance | Soupeř      | Metoda     | Událost    | Datum             | Kolo | Čas  | Místo        | Poznámka              |
| -------- | ------- | ----------- | ---------- | ---------- | ----------------- | ---- | ---- | ------------ | --------------------- |
| Výhra    | 1–0     | Peter Benko | KO (údery) | Oktagon 15 | 9. listopadu 2019 | 1    | 1:09 | Praha, Česko | Zápas ve střední váze |